# Cerkiew św. Michała Archanioła w Nosowie
Cerkiew pod wezwaniem św. Michała Archanioła – prawosławna cerkiew parafialna w Nosowie. Należy do dekanatu Biała Podlaska diecezji lubelsko-chełmskiej Polskiego Autokefalicznego Kościoła Prawosławnego.
Pierwsza prawosławna cerkiew w Nosowie powstała w XVI w. Po 1596, razem z całą eparchią chełmską, przeszła do Kościoła unickiego. Kolejne unickie świątynie powstawały na tym samym miejscu przed 1609 i w 1774. Obecnie istniejąca cerkiew została zbudowana w 1862 z fundacji właściciela miejscowych dóbr, Józefa Wężyka, a w 1875 przekazana parafii prawosławnej. Od tego momentu świątynia nieprzerwanie służyła prawosławnym. W latach 1915–1919, gdy miejscowi wierni zostali ewakuowani do Rosji, cerkiew była nieczynna. W 1921 miejscowa parafia wznowiła działalność za zgodą lokalnych władz II Rzeczypospolitej. Po wywózkach ludności ukraińskiej do ZSRR oraz Akcji „Wisła”, gdy większość parafii prawosławnych na Lubelszczyźnie przestała działać z braku wiernych, cerkiew nosowska kontynuowała działalność duszpasterską.
Szczególnym kultem w świątyni otaczana jest Leśniańska Ikona Matki Bożej, której kopia znajduje się w ikonostasie cerkwi.
Cerkiew położona jest na terenie cmentarza prawosławnego, na którym przetrwały zabytkowe nagrobki z II połowy XIX w. i z początku XX w. Teren cerkiewny otoczony jest murem, w którego narożniku wznosi się dzwonnica z 1870.

## Historia
Pierwsze informacje o cerkwi prawosławnej w Nosowie pochodzą z 1585. Według innego źródła świątynia powstała wcześniej, jeszcze przed 1542, z fundacji królewskiego dworzanina Juchny Wańkiewicza. W 1596, po zawarciu unii brzeskiej, cała eparchia chełmska (do której należała świątynia nosowska) przeszła do Kościoła unickiego, gdyż biskup chełmski Dionizy podpisał akt unijny. Po tej dacie, a przed 1609, rodzina Lackich wzniosła w Nosowie nową świątynię unicką. W 1753 w protokole wizytacji biskupiej cerkiew w Nosowie została opisana jako zrujnowana. Kolejna budowla sakralna na tym samym miejscu została zbudowana w 1774. Podobnie jak w przypadku najstarszej cerkwi nosowskiej, był to obiekt drewniany. Świątynia była siedzibą parafii należącej do dekanatu łosickiego unickiej diecezji chełmskiej.
W 1862 Józef Wężyk, miejscowy dziedzic, ufundował obiekt istniejący do dziś – pierwszą murowaną świątynię w tej miejscowości. Data wzniesienia cerkwi została wyryta na kamieniu przy drzwiach frontowych. W 1872 świątynia należała do parafii liczącej 1072 wiernych. Cerkiew ponownie przeszła we władanie parafii prawosławnej wskutek likwidacji unickiej diecezji chełmskiej w 1875. 8 listopada 1881, po zakończeniu remontu, miało miejsce jej ponowne poświęcenie dokonane przez sześciu duchownych pod przewodnictwem przełożonego monasteru św. Onufrego w Jabłecznej, archimandryty Narcyza. W 1888 wizytację kanoniczną w Nosowie odbył biskup lubelski Flawian. Inne źródło informuje o przeprowadzeniu remontu cerkwi dopiero w 1890. Nosów był jedną z nielicznych wsi w północnej części południowego Podlasia, w których po ukazie tolerancyjnym z 1905 większość mieszkańców pozostała przy prawosławiu, a nie przeszła na katolicyzm.
W 1915 duchowieństwo cerkwi nosowskiej i 50% parafian zostało ewakuowanych do Moskwy i Kijowa (bieżeństwo). W 1919 polskie Ministerstwo Wyznań Religijnych i Oświecenia Publicznego nie umieściło cerkwi w Nosowie na liście projektowanych legalnych prawosławnych placówek duszpasterskich w województwie lubelskim. Mimo tego w 1921 świątynia była już siedzibą etatowej parafii, jednej z czterech w dekanacie bialskim diecezji warszawsko-chełmskiej. Proboszcz parafii w Nosowie był także dziekanem bialskim. Cerkiew w Nosowie była zarazem jedyną świątynią tego wyznania w powiecie konstantynowskim działającą w dwudziestoleciu międzywojennym. Pozostałe funkcjonujące przed 1915 cerkwie prawosławne stały się świątyniami neounickimi.
Od 1924 do 1944 w cerkwi, jako proboszcz, a następnie także dziekan służył ks. Grzegorz Metiuk, późniejszy zwierzchnik Ukraińskiego Kościoła Prawosławnego Kanady.
Cerkiew w Nosowie została zamknięta po wywózkach ludności ukraińskiej do ZSRR i po Akcji „Wisła”. Reaktywowana po powrocie części wiernych do Nosowa i okolic. Według Pelicy nastąpiło to już w 1948. Wysocki podaje, że nosowska parafia prawosławna nigdy nie przerwała (przynajmniej nominalnie) swojej działalności i w 1947, bezpośrednio po zakończeniu Akcji „Wisła”, gdy szereg placówek duszpasterskich zostało zlikwidowanych, nadal istniała jako jedna z czterech parafii w dekanacie bialskim i dziesięciu w całym województwie lubelskim. W 1953 nosowska cerkiew była jedną z dwóch (obok cerkwi Przemienienia Pańskiego w Lublinie) prawosławnych świątyń na Lubelszczyźnie, gdzie prowadzona była nauka religii dla dzieci. W 1969 do cerkwi uczęszczało ok. 100 wiernych. Rok później proboszcz miejscowej parafii ubiegał się o pomoc Funduszu Kościelnego, by móc wyremontować świątynię, otrzymał jednak odpowiedź odmowną. Rozpoczęcie remontu cerkwi było możliwe dopiero po erygowaniu w 1989 diecezji lubelsko-chełmskiej. W 1991 obiekt został gruntownie odnowiony.
Od 1993 świątynia nosowska jest ośrodkiem kultu Leśniańskiej Ikony Matki Bożej, żywego wśród miejscowej ludności od końca XVII w. Diecezja lubelsko-chełmska pragnie również upamiętniać w ten sposób tradycje monasteru Narodzenia Matki Bożej, jaki istniał w Leśnej Podlaskiej w latach 1875–1914, a z którym blisko związana była w XIX stuleciu parafia nosowska. Uroczystości ku czci Leśniańskiej Ikony Matki Bożej odbywają się w Nosowie co roku w pierwszą niedzielę po święcie Podwyższenia Krzyża Pańskiego. Z kolei 2 września każdego roku cerkiew jest miejscem tradycyjnej modlitwy w intencji poległych i zmarłych lotników 6 Lwowskiego Pułku Lotnictwa Bombowego, jaki we wrześniu 1939 przez krótki czas stacjonował w Nosowie. W 1997 w cerkwi została odsłonięta tablica upamiętniająca lotników.

## Architektura

### Bryła budynku

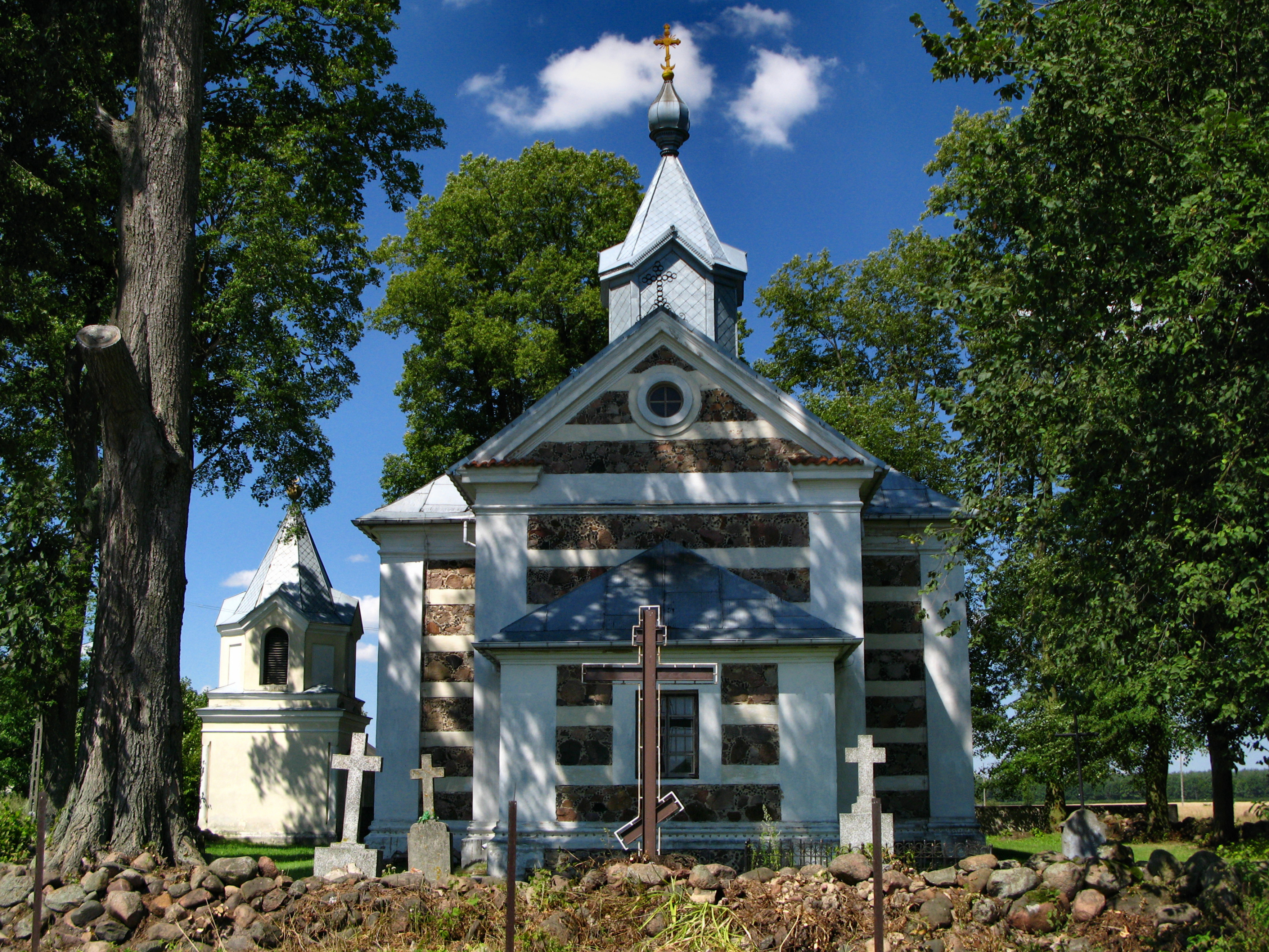
Cerkiew od strony wschodniej

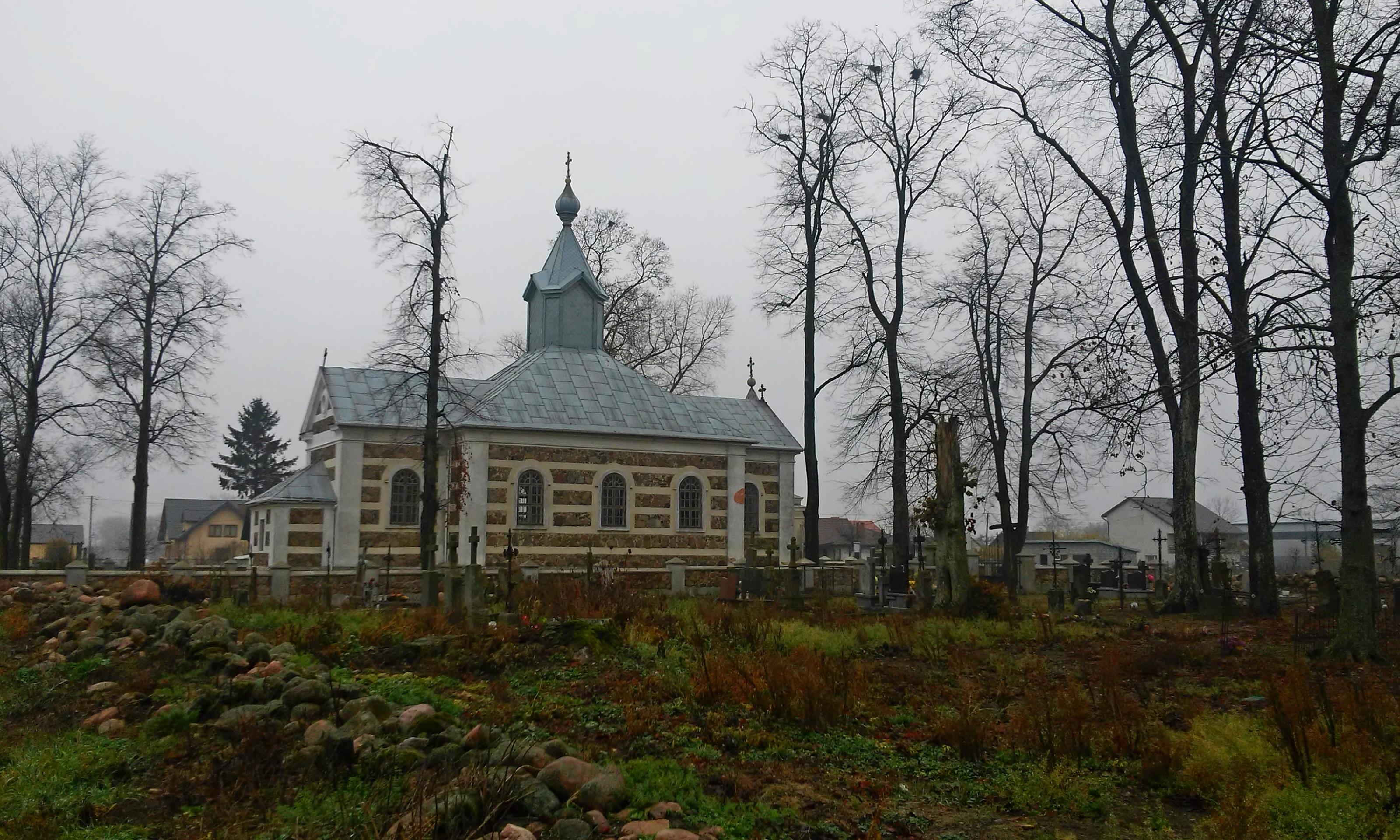
Cerkiew od strony cmentarza

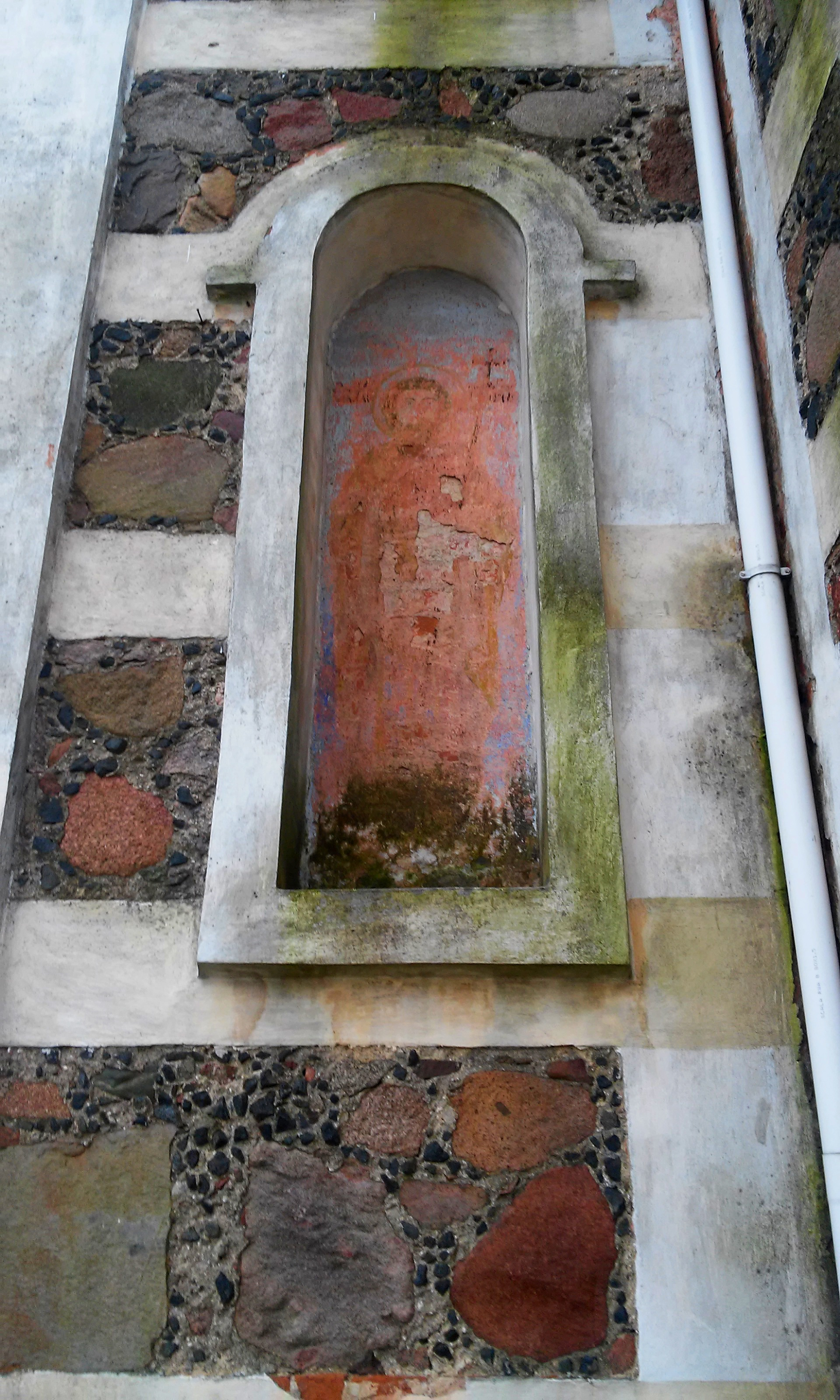
Zniszczony fresk na elewacji świątyni

Świątynia zbudowana została w 1862 w stylu klasycystycznym z kamienia polnego i cegły, z tynkowanym detalem. Zgodnie z kanonami budownictwa cerkiewnego jest orientowana i trójdzielna. Jedyna nawa świątyni została wzniesiona na planie prostokąta, podczas gdy pomieszczenie ołtarzowe – na planie kwadratu. Przedsionek cerkwi także wzniesiono na planie prostokąta. Elewacje świątyni zdobione są poziomymi pasami tynkowymi. W narożach fasad widoczne są toskańskie pilastry. Fasada zachodnia jest jednoosiowa, z półkoliście zamkniętym portalem i trójkątnym szczytem, w którym umieszczono okrągłe okno. Wszystkie okna w obiekcie są półkoliste, zdobione opaskami. Dach cerkwi jest dwuspadowy nad nawą, czterospadowy nad prezbiterium i trójspadowy nad przylegającą do niego zakrystią. Nad nawą znajduje się ośmioboczna wieżyczka zwieńczona niewielkich rozmiarów cebulastą kopułką. Część ołtarzowa otwarta jest półkolistą arkadą.

### Wystrój wnętrza
Wnętrze pokrywa strop drewniany wsparty na czterech słupach. Znajduje się w nim jednorzędowy ikonostas z wysokim zwieńczeniem i trójkątnymi naczółkami nad królewskimi wrotami i nad wrotami diakońskimi, datowany na okres między 1870 a 1900. Nad królewskimi wrotami ikonostasu znajduje się kopia Leśniańskiej Ikony Matki Bożej. W ikonostasie znajdują się następujące wizerunki: od lewej św. Jana Teologa, św. Mikołaja, św. Stefana, Matki Boskiej, Chrystusa Pantokratora, św. Laurentego, Michała Archanioła, Zwiastowania. W zwieńczeniu ikonostasu znalazło się wyobrażenie Ostatniej wieczerzy oraz symbole Nowego i Starego Testamentu: kielich oraz tablice Dziesięciu Przykazań. Na królewskich wrotach umieszczono krzyż z niewielką ikoną Zwiastowania w części centralnej oraz z postaciami Ewangelistów na ramionach.
Z okresu, gdy cerkiew była jeszcze własnością parafii unickiej, pochodzi boczny ołtarz wykonany w XVIII w. Znajduje się w nim ikona Matki Bożej (typ Hodegetrii), ujęty między korynckie kolumny, zwieńczony wyobrażeniem Oka Opatrzności. W bocznych kiotach znajdują się dziewiętnastowieczne ikony św. Włodzimierza i Matki Bożej. Poza kiotami znajdują się mniejsza ikona Trzech Świętych Hierarchów z II połowy XVIII w. oraz dziewiętnastowieczne wizerunki Chrztu Pańskiego, Pantokratora (2 ikony), św. Onufrego, Deesis, Matki Bożej (2 ikony), Narodzin Chrystusa, Kazańskiej Ikony Matki Bożej, Opieki Matki Bożej, św. Marka, Świętych Darii i Teodora, św. Aleksego metropolity kijowskiego, Chrystusa Nauczającego, Świętych Piotra i Pawła. Ze zniszczonej cerkwi w Konstantynowie do świątyni nosowskiej przeniesiono ponadto kiot z ikoną św. Michała Archanioła oraz ikonę św. Gabriela.
Z końca XIX w. pochodzi również Grób Pański z płaszczanicą, zaś z ok. 1870 – Golgota. W cerkwi znajdują się także dwa dziewiętnastowieczne feretrony z postaciami Matki Bożej z Dzieciątkiem oraz Archanioła Michała i z postacią św. Pantelejmona, jak również chorągwie procesyjne przedstawiające Zmartwychwstałego Chrystusa i św. Mikołaja (dwie takie same chorągwie), Wniebowstąpienie i św. Hioba Poczajowskiego, Obraz Chrystusa Nie Ludzką Ręką Uczyniony i Narodzenie Pańskie, św. Pantelejmona i Świętą Rodzinę. Na wyposażeniu świątyni znajdują się ponadto zabytkowe utensylia liturgiczne: dziewiętnastowieczne cyborium i pochodzące z tego samego okresu naczynie do święcenia chleba, oliwy i wina, jak również pięć świeczników wykonanych w tym samym stuleciu.

### Dzwonnica

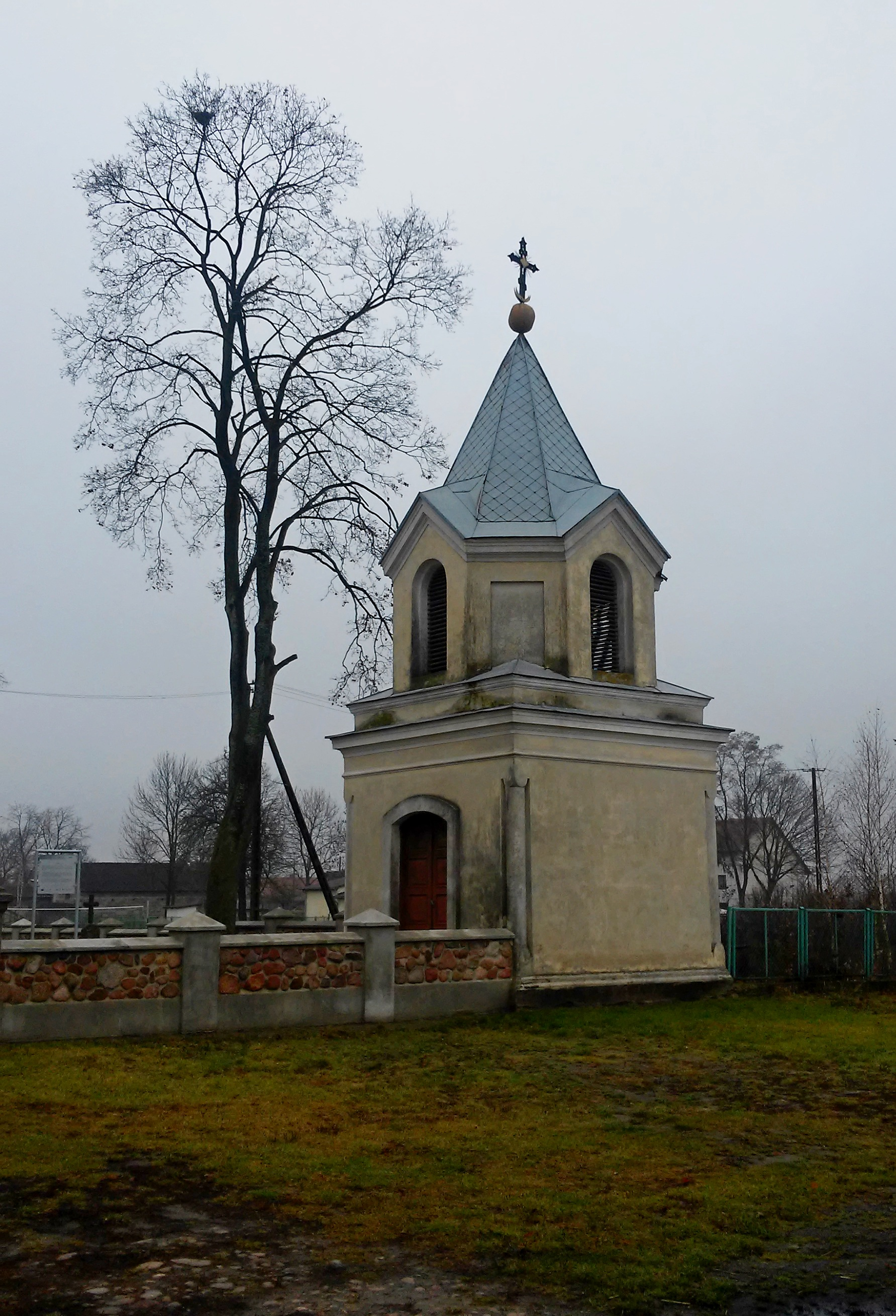
Dzwonnica cerkiewna

Dzwonnica cerkwi w Nosowie jest wolno stojącą konstrukcją zlokalizowaną w południowo-zachodnim narożniku cmentarza przycerkiewnego. Jest to budowla dwukondygnacyjna, murowana z cegły, tynkowana, na planie kwadratu. W narożach budowli widoczne są toskańskie kolumny. Kondygnacja górna skonstruowana jest na planie ośmioboku z czterema przezroczami półkoliście zamkniętymi.
W 1997 w pobliżu cerkwi wzniesiony został krzyż upamiętniający Akcję „Wisła”.
Cerkiew, dzwonnicę oraz ogrodzenie wpisano do rejestru zabytków 31 grudnia 1983 pod nr A-144.